# Митрополит скандинавски Доситеј
Доситеј (световно Деспот Мотика; село Загони код Братунца, 14. октобар 1949) је архиепископ стокхолмски и митрополит скандинавски. Бивши је викарни епископ марчански (1989—1991) и епископ британско-скандинавски (1991—2024).

## Биографија
Епископ Доситеј је рођен на празник Покрова Пресвете Богородице, 14. октобра 1949, у селу Загони код Братунца, од родитеља Неђе и Росе. Одмах по завршетку основне школе ступио је у црквену службу као ученик прве генерације Монашке школе у манастиру Острогу (1967—1969). Богословију Светог Арсенија завршава у Сремским Карловцима, а Богословски факултет у Београду. Послат је на постдипломске студије из теологије (специјализација из области Пасторалне психологије) које је током три године похађао на богословским факултетима у Регенсбургу (Њемачка) и Берну (Швајцарска).
Монашке завјете је положио у манастиру Светог Николе на Озрену (1970). Исте године, у чин јерођакона и јеромонаха рукоположио га је епископ зворничко-тузлански г. Лонгин (Томић) у манастиру Тавна, у коме је вршио дужност духовника упоредо са студирањем на Богословском факултету.
Ради задовољења духовних потреба српског народа у Јужној Америци послат је у Аргентину гдје је током 1985—1988. организовао српску православну мисију са три богослужбена мјеста. Подигао је Цркву Рођења Пресвете Богородице у Буенос Ајресу. До избора за епископа вршио је дужност секретара Епархијског управног одбора Епархије канадске у Торонту.

## Епископ
За викарног епископа патријарха српског са титулом епископ марчански изабран је 1989. године. Од Светог архијерејског сабора опредијељена му је дужност да испомаже дотадашњем епископу западноевропском г. Лаврентију (Трифуновићу). У чин епископа хиротонисан је под сводовима древне Пећке патријаршије током засједања Светог архијерејског сабора на празник љетњег Светог Николе, 22. маја 1990.
Крајем децембра 1990. на историјском засједању Светог архијерејског сабора у Београду, током којег је изабран нови патријарх српски Павле, формирана је Епархија британско-скандинавска и за њеног првог епископа изабран је владика Доситеј.
Епископ Доситеј говори њемачки и шпански језик.